# TEAC
TEAC Corporation (ティアック) TYO: 6803 — транснациональная компания производитель электронного оборудования, основанная в Японии в 1953 году, как Tokyo Television Acoustic Company. Позже переименована в Tokyo Electro Acoustic Company. Штаб-квартира расположена в Токио, Япония. Имеет представительства в США (TEAC America Inc), Великобритании, Германии, Китае и ряде других стран.
TEAC производит бытовую и профессиональную аудиотехнику, периферийные устройства, устройства хранения информации. Компания имеет несколько подразделений:
- TASCAM Pro Audio
- Esoteric
- TEAC Consumer Electronics
- Data Storage Products Division

Бывшее подразделение TEAC Aerospace Technologies, производящее электронику для военной и аэрокосмической промышленности, полностью отделилось от компании, однако использует её торговую марку.
Известность фирма приобрела в 1970-х годах, благодаря производству аудиоаппаратуры, преимущественно класса High-End. В середине 1990-х годов компания выпускала надёжные накопители на гибких магнитных дисках, а позже — не менее качественные дисководы CD-ROM и CD-RW.